# Herrschaft Schmalkalden

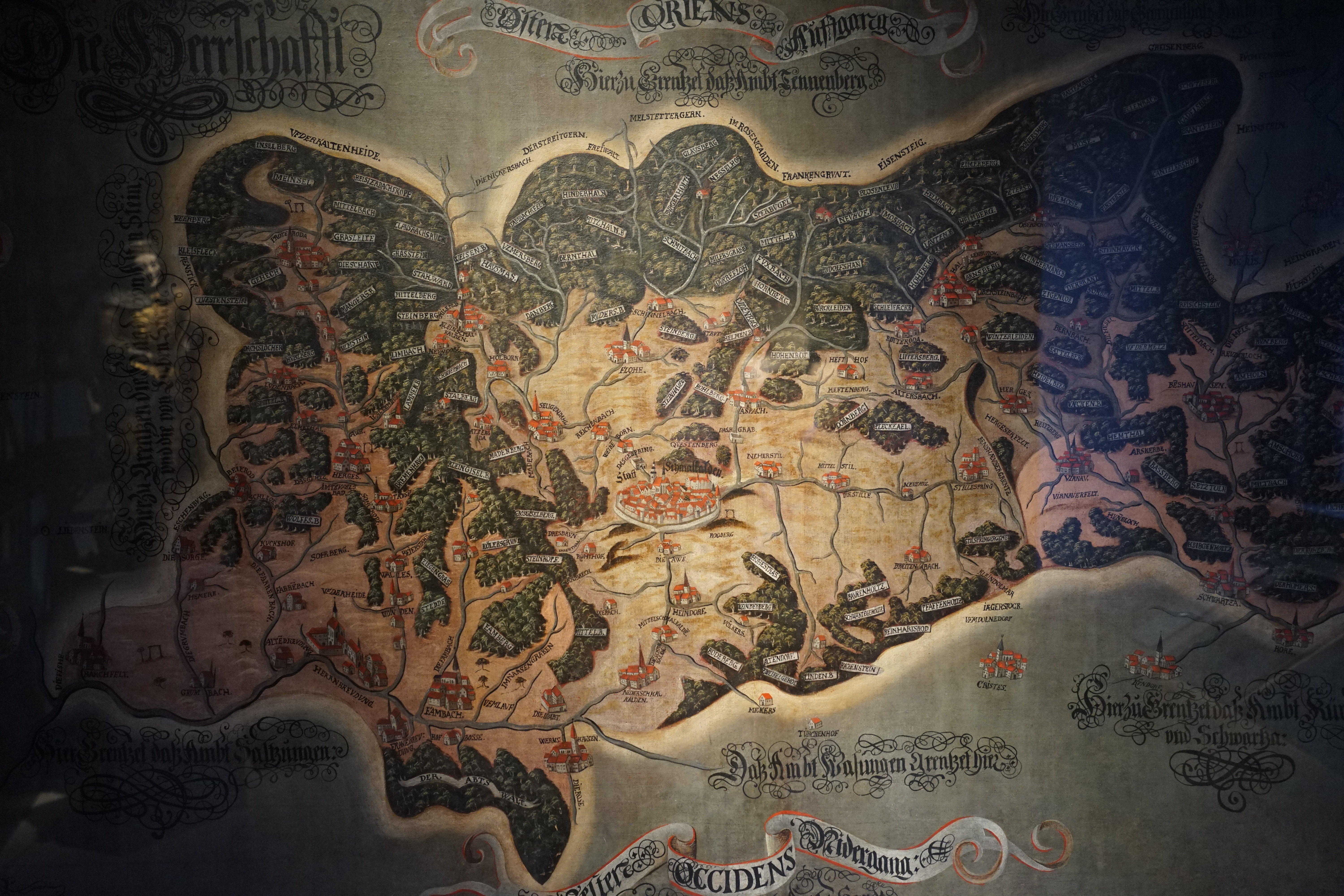
Karte der Herrschaft Schmalkalden, 1676, nach Joist Moers, Sammlung Schloss Wilhelmsburg, Schmalkalden.
Die Karte zeigt die Herrschaft in den Grenzen nach dem Gebietstausch 1618.

Die Herrschaft Schmalkalden war eine territoriale Verwaltungseinheit, die ab 1360 zur Hälfte zur Landgrafschaft Hessen und nach deren Teilung zur Landgrafschaft Hessen-Kassel und zur anderen Hälfte zur Grafschaft Henneberg-Schleusingen gehörte. Ab 1583 gehörte die Herrschaft vollständig zur Landgrafschaft Hessen-Kassel, die ab 1803 als Kurfürstentum Hessen bezeichnet wurde. Nach der Annexion von Hessen-Kassel durch Preußen im Jahre 1866 kam die Herrschaft Schmalkalden mit Hessen-Kassel zur preußischen Provinz Hessen-Nassau. Erst mit der Eingliederung in die preußische Provinz Sachsen im Jahr 1944 endete die Zugehörigkeit des Gebiets zu Hessen.

## Geographische Lage
Die Herrschaft Schmalkalden lag auf der Südseite des Thüringer Waldes. Der Rennsteig auf dem Kamm des Gebirges bildete die nordöstliche Grenze, die Werra die westliche Grenze. Die höchste Erhebung war der Große Inselberg mit 916,5 m, welcher mit seiner Südseite zur Herrschaft gehörte. Der tiefste Punkt lag im Tal der Werra mit ca. 242 m bei Breitungen. Flüsse im Herrschaftsgebiet waren die Truse, die Stille, die Schmalkalde und der Haselbach, welche alle in die Werra entwässern. Vom Herrschaftsgebiet getrennt lag der Ort Barchfeld nordwestlich der Herrschaft am Ostufer der Werra.
Das Gebiet liegt heute im Südwesten des Freistaats Thüringen und gehört mehrheitlich zum Landkreis Schmalkalden-Meiningen; ein kleiner Teil im Norden der ehemaligen Herrschaft und die Exklave Barchfeld gehören heute zum Wartburgkreis.

## Angrenzende Territorien

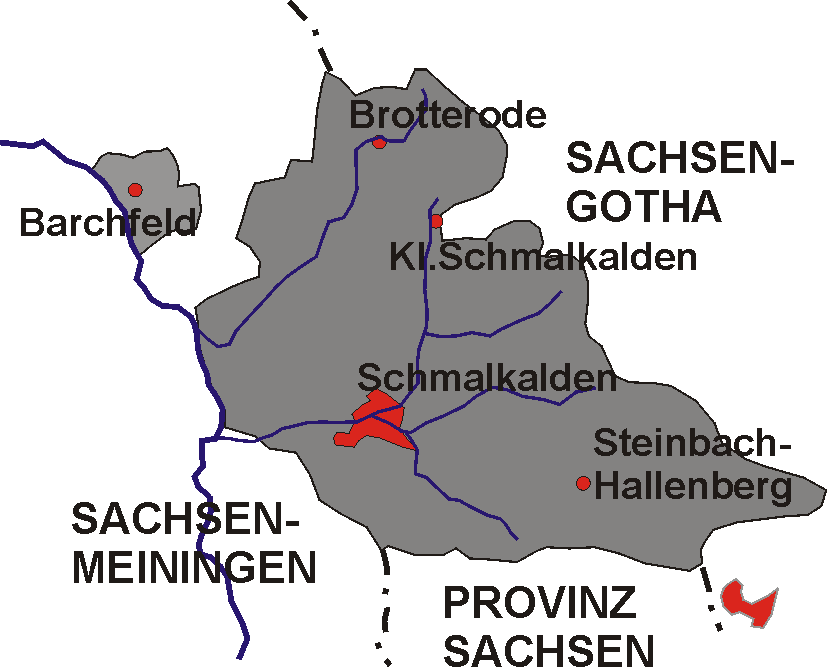
Herrschaft Schmalkalden

Das Gebiet der Herrschaft Schmalkalden grenzte nach der Teilung der einstigen Grafschaft Henneberg im Jahr 1660 und der Teilung des Herzogtums Sachsen-Gotha-Altenburg im Jahr 1680 an folgende Territorien:
- im Westen und Nordwesten an das Herzogtum Sachsen-Meiningen
- im Osten und Nordosten an das Herzogtum Sachsen-Gotha-Altenburg, ab 1826 an das Herzogtum Sachsen-Coburg und Gotha
- im Süden an die Exklave Schleusingen des Fürstentums Sachsen-Zeitz, ab 1718 zum Kurfürstentum Sachsen, ab 1815 zu Preußen (Provinz Sachsen)

Die Exklave Barchfeld war ab 1680 vollständig von Gebiet des Herzogtums Sachsen-Meiningen umgeben.

## Geschichte

### Grafschaft Henneberg
Die Stadt Schmalkalden mit ihrem zugehörigen Verwaltungsbezirk kam mit der Cent Brotterode aus dem Erbe der ludowingischen Landgrafen von Thüringen an den ersten wettinischen Landgrafen von Thüringen, Markgraf Heinrich III. von Meißen († 1288). Dieser übergab seinem Halbbruder mütterlicherseits, dem Grafen Hermann I. von Henneberg († 1290) im Jahr 1247 diese Gebiete, welcher im Gegenzug auf eigene, über die gemeinsame Mutter Jutta von Thüringen zustehende Ansprüche auf das Reichsfürstentum verzichtete.
Hermann I. von Henneberg gliederte 1249 die „Herrschaft Schmalkalden“, bestehend aus der Stadt und dem Amt Schmalkalden sowie der Cent Brotterode, seinen Besitzungen der Neuen Herrschaft Henneberg an. Da die von ihm begründete Linie "Henneberg-Coburg" jedoch schon 1291 mit dem Tod seines Sohnes Poppo VIII. erlosch, kamen diese Gebiete als Erbe an dessen Halbschwester Jutta († 1292) von Henneberg-Coburg und ihren Gemahl, den askanischen Mitregenten Markgraf Otto den Langen von Brandenburg zu Salzwedel († 1308).
Durch die arrangierte Vermählung von Jutta von Brandenburg-Salzwedel († 1353), der Enkelin von Jutta von Henneberg, mit Heinrich VIII. († 1347), dem Sohn des 1310 gefürsteten Grafen Berthold VII. von Henneberg-Schleusingen, gelangte ihr Erbteil, d. h. der vierte Teil an der Neuen Herrschaft Henneberg, im Jahr 1312 als Mitgift an die Grafschaft Henneberg-Schleusingen. Berthold VII. gelang es bis 1316, die anderen drei Anteile an der Neuen Herrschaft (auch "Pflege Coburg" genannt) mit der Herrschaft Schmalkalden zu erkaufen.
Nach Bertholds VII. Tod im Jahr 1340 übernahm dessen ältester Sohn Heinrich VIII. die Grafschaft Henneberg-Schleusingen. Als dieser im Jahr 1347 starb, wurde sein Herrschaftsgebiet (Allod und Lehen) zwischen seiner Witwe Jutta von Brandenburg und Heinrichs jüngerem Bruder Johann I. († 1359) aufgeteilt, wobei Jutta erneut die „Neue Herrschaft“ mit der Herrschaft Schmalkalden und zusätzlich einige hennebergische Gebiete zugesprochen bekam.
Mit Juttas Tod im Jahr 1353 wurde ihr Erbteil unter drei ihrer Töchter als Erben aufgeteilt. Die Tochter Sophie von Henneberg-Schleusingen († 1372) bekam dabei die Herrschaft Schmalkalden mit der Cent Brotterode, die Vogtei Herrenbreitungen aus dem Erbe der Herren von Frankenstein, den Schleusinger Anteil der Zent Benshausen und die halbe Veste Scharfenburg zugesprochen, welche somit in den Besitz ihres Mannes, dem Nürnberger Burggrafen Albrecht († 1364), übergingen.

### Hennebergisch-hessische Doppelherrschaft
Im Jahr 1360 schloss die Gräfin Elisabeth von Leuchtenberg († 1361), Witwe des 1359 verstorbenen Grafen Johann I. von Henneberg-Schleusingen, einen Vertrag mit ihrer Nichte Sophie und deren Mann, dem Nürnberger Burggrafen Albrecht, über den Rückerwerb der an den Burggrafen gegangenen Gebiete. Da sie aber nicht über die nötigen finanziellen Mittel verfügte, einigte sie sich in einem Erbvertrag mit dem Vetter ihres Gatten, dem Landgrafen Heinrich II. von Hessen († 1376), dass dieser sich zur Hälfte an der Kaufsumme beteiligt und dafür die ideelle Hälfte an diesen Landesteilen erhält. Damit wurde die hennebergisch-hessische Doppelherrschaft über diese Gebiete begründet. Während die vier Ämter durch das nun einsetzende Kondominium gemeinschaftlich verwaltet wurden, teilte man die Stadt Schmalkalden entlang der Schmalkalde in eine hennebergische und eine hessische Hälfte. Die sofort ausbrechenden Macht- und Positionskämpfe wirkten sich negativ auf die Herrschaft aus.
Im Jahr 1387 verkauften die in finanziellen Schwierigkeiten stehenden Herren von Stein-Liebenstein zu Barchfeld drei Viertel des Besitzes im Ort Barchfeld an den Landgrafen von Hessen. Ein Burgfrieden wurde mit den Hennebergern geschlossen, auch um die Verwaltung des nun aufgeteilten Ortes zu regeln. Als Folge der hessischen Übernahme mussten die Herren vom Stein Teile der Burg an hessische Burgmannen (von Buchenau, von Herda) übergeben.
Zwischen den ganerbschaftlichen Besitzern der Scharfenburg brach 1401 ein blutiger Streit aus, in dessen Folge die Burg belagert wurde. Im 15. Jahrhundert gelang es schließlich den Herren von Witzleben, von Wangenheim und ab 1452 bis 1837 den von Uetterodt sich langfristig in den Besitz der Burg zu bringen, wodurch sie aus dem gemeinschaftlich hessisch-hennebergisch verwalteten Gebiet ausschied.
Im 15. Jahrhundert rissen die Grafen von Henneberg-Schleusingen Teile des Amts Schmalkalden an sich. Ein Streit der beiden Kondomini über die hennebergische Schutz- und Schirmgerechtigkeit über das Kloster Herrenbreitungen und über die gemeinschaftliche Verwaltung von Schmalkalden endete 1498 in einem Schiedsspruch, in dem festgelegt wurde, dass für das Stift zu Schmalkalden und die Vogtei über das Kloster Herrenbreitungen allein die Henneberger zuständig sind. Dagegen blieben die Zentgerichte zu Schmalkalden, Herrenbreitungen und Benshausen gemeinschaftlich.
Nach heftigen Streitigkeiten um die Erhebung des Weinzolls im gemeinschaftlich von Henneberg und Hessen verwalteten Gebiet wurde 1521 unter Vermittlung von Markgraf Kasimir von Brandenburg-Kulmbach der sogenannte „Kasimirische Vertrag“ abgeschlossen. Dieser besagte unter anderem, dass im Falle des Aussterbens eines der beiden Fürstenhäuser das verbleibende die anfallende Hälfte von Stadt und Amt Schmalkalden erhalten solle.
Eine Folge dieses Konkurrenzkampfes zwischen Hessen und Henneberg war auch die Wahl Schmalkaldens zur Gründungs- und Tagungsstätte des Schmalkaldischen Bundes durch den lutherisch gesinnten Landgrafen Philipp des Großmütigen von Hessen, welcher dadurch den zum Verbleib beim katholischen Glauben gezwungenen Grafen Georg Ernst von Henneberg-Schleusingen in seiner Position innerhalb der Stadt hatte schwächen wollen. In der Zeit des Bestehens des Schmalkaldischen Bundes zwischen 1530 und 1547 fanden in Schmalkalden sieben der insgesamt 26 Bundestagungen statt. 1546/47 gipfelten die Auseinandersetzungen zwischen dem Bund und dem Kaiser im Schmalkaldischen Krieg.
Nach der Aktualisierung und Ergänzung des „Kasimirischen Vertrags“ von 1521 vereinigten die Landgrafschaft Hessen-Kassel, welche 1567 aus der Teilung der Landgrafschaft Hessen entstanden war, und Henneberg im Jahr 1573 ihre Verwaltungen im gemeinsamen Herrschaftsgebiet. Im Jahr 1583 lag der letzte Graf von Henneberg, Georg Ernst, im Sterben. Zwischen den Erben, den Landgrafen von Hessen-Kassel, sowie den ernestinischen Herzögen von Sachsen brach ein Streit um das hennebergische Gebiet aus. Ein Streitpunkt war, dass die Vogtei Herrenbreitungen und der Ort Barchfeld kein Bestandteil des „Kasimirischen Vertrages“ von 1521 waren, sich jedoch seit 1360 im Teilbesitz der Landgrafschaft Hessen befanden. Die Herzöge von Sachsen (Ernestiner) beanspruchten aber bei Ableben der Henneberger gemäß dem Kahlaer Vertrag mit den Hennebergern (1554 geschlossen) das gesamte hennebergische Gebiet außer Schmalkalden. Eine Einigung bezüglich Herrenbreitungen wurde 1583 durch den Salzunger Vertrag erreicht, wodurch nach dem Tod des letzten Grafen von Henneberg das Amt Herrenbreitungen zu Hessen-Kassel, das Amt Frauenbreitungen jedoch unter gemeinsame sächsische Verwaltung kommen sollte.

### Exklave der Landgrafschaft Hessen-Kassel
Mit dem Tod des hennebergischen Fürstgrafen Georg Ernst von Henneberg-Schleusingen im Jahre 1583 starben kurz nach dem Schließen des Salzunger Vertrages die Grafen von Henneberg aus. Damit traten die Erbvertragsfälle von 1521 und 1583 ein, der die seit 1360 andauernde hennebergisch-hessische Doppelherrschaft über Schmalkalden und sein Umland beendete.
Stadt und Amt Schmalkalden, die Zent Brotterode, der nun vergrößerte hessische Anteil der Zent Benshausen, die Vogtei Herrenbreitungen und der Ort Barchfeld bildeten seitdem die „Herrschaft Schmalkalden“, welche nun als Exklave vollständig zur Landgrafschaft Hessen-Kassel gehörte. 1584 erhob hessische Landgraf Wilhelm IV. die Stadt Schmalkalden zu einer seiner Nebenresidenzen und ließ die nach ihm benannte Wilhelmsburg errichten.
1589 kam durch Kauf der Bezirk der Burg Wallenburg bei Brotterode zur Herrschaft Schmalkalden hinzu und wurde dem Amt Schmalkalden angegliedert. Die Wallenburg war aus dem Erbe der Henneberger 1583 an die Wettiner gefallen und 1588 an die unter dem Einfluss der Landgrafen von Hessen stehende Abtei Hersfeld verkauft worden.
Im Jahre 1619 schlossen der Landgraf von Hessen-Kassel und Vertreter des albertinischen und ernestinischen Sachsen den Benshäuser Tauschvertrag. Dadurch kam das bisher sächsische Amt Hallenberg im Tausch gegen den hessischen Anteil an der Zent Benshausen an die Landgrafschaft Hessen-Kassel und wurde durch einen ausgedehnten Waldbezirk und einige Orte aus der Zent Benshausen vergrößert. Im Bereich des Amts Schmalkalden wurde die Gerichtsbarkeit über drei Orte dem sächsischen Amt Wasungen übertragen. Diese Orte waren bereits zur Zeit der Grafschaft Henneberg politisch an das Amt Wasungen übergegangen. Nach dieser territorialen Abrundung der Herrschaft Schmalkalden hatte das Amt Schmalkalden eine Oberamtsfunktion über die Ämter Herrenbreitungen, Brotterode, Hallenberg und das Gericht Barchfeld.
Die kostspielige Hofhaltung des Landgrafen Moritz von Hessen-Kassel führte 1626 zu einer Verpfändung der Herrschaft Schmalkalden an die Landgrafschaft Hessen-Darmstadt, die bis zum Ende des Dreißigjährigen Krieges im Jahr 1648 andauerte. Dies hatte für die Region fatale Folgen, da der reformierte Moritz von Hessen-Kassel auf protestantischer Seite, Landgraf Georg II. von Hessen-Darmstadt aber auf katholischer Seite stand. Die seit dem Dreißigjährigen Krieg stark in wirtschaftlichem Niedergang versunkene Herrschaft Schmalkalden erhielt den Beinamen „Hessisch Sibirien“, weil in die Exklave oft missliebige Beamte abgeschoben wurden.
1721 wurde Barchfeld zum Sitz der Landgrafen von Hessen-Philippsthal-Barchfeld, einem in diesem Jahr aus der Nebenlinie Hessen-Philippsthal hervorgegangenen Zweig der hessischen Landesfürsten, die als Residenz das Schloss Wilhelmsburg zwischen 1690 und 1732, direkt an das Stein’sche Schloss angrenzend, erbauten.
Im Jahre 1791 erfolgte ein Gebietsaustausch zwischen den Ämtern Schmalkalden und Hallenberg, welcher die Streulage beider Ämter im Stillergrund und im Haselbachtal beseitigte. Mit dem Reichsdeputationshauptschluss im Jahre 1803 wurde der Landgraf von Hessen-Kassel zum Kurfürsten, und bald darauf wurde die Bezeichnung Kurfürstentum Hessen für die Gesamtheit seiner Besitzungen geläufig.

### Königreich Westphalen
In der Zeit der französischen Besatzung von 1807 bis 1813 gehörte die Herrschaft Schmalkalden als Teil des liquidierten Kurfürstentums Hessen zum Königreich Westphalen unter Jérôme Bonaparte. Die Herrschaft Schmalkalden wurde innerhalb des Departements der Werra dem Distrikt Eschwege zugeordnet und in die sechs Kantone Schmalkalden, Herrenbreitungen, Seligenthal, Floh, Brotterode und Hallenberg aufgeteilt.
Nach dem Ende des Königreichs Westphalen im Jahre 1813 wurde das Kurfürstentum Hessen mit seiner vorherigen Verwaltungsstruktur wiederhergestellt.

### Kurfürstentum Hessen
Nach dem Regierungsantritt des Kurfürsten Wilhelm II. wurde im Zuge der Verwaltungsreform des Kurfürstentums von 1821 das Land in vier Provinzen und 22 Kreise eingeteilt. Verwaltung und Rechtsprechung wurden voneinander getrennt. Für die Verwaltung wurde aus den bisherigen Ämtern Schmalkalden, Hallenberg, Herrenbreitungen und Brotterode der Kreis Schmalkalden gebildet, zugehörig der kurhessischen Provinz Fulda. Für die Rechtsprechung wurden als Gerichte erster Instanz vier Justizämter eingerichtet: Schmalkalden, Brotterode, Herrenbreitungen und Steinbach.
Am 31. Oktober 1848 wurden im Zuge der Märzrevolution die kurhessischen Provinzen und Kreise abgeschafft. An ihre Stelle traten neun Bezirke und 21 Verwaltungsämter. Die bisherige Provinz Fulda wurde in einen „Bezirk Fulda“ und einen „Bezirk Schmalkalden“ (entsprach dem Kreisgebiet von Schmalkalden) umgewandelt, umfasste aber dieselben Kreise (nunmehr „Verwaltungsämter“ genannt) wie vorher die Provinz. 1851 wurde dies im Rahmen der Reaktion des Kurfürsten Friedrich Wilhelm I. wieder rückgängig gemacht und die Verwaltungsgliederung von 1821 wiederhergestellt.

### Preußische Provinz Hessen-Nassau
Im preußisch-österreichischen Krieg von 1866 stand das Kurfürstentum Hessen auf der Seite von Österreich. Nach dem Krieg wurde es daher von Preußen annektiert und 1867 als Regierungsbezirk Kassel in die neu gebildete Provinz Hessen-Nassau eingegliedert. Die ehemaligen kurhessischen Staatsforste um Trusen, um die Wallenburg und um die Hallenburg wurden dabei als Belohnung für die eben geleistete Waffenhilfe vom preußischen König Wilhelm an Herzog Ernst von Sachsen-Coburg-Gotha geschenkt.
Der Kreis Schmalkalden bildete nun mit dem südlich angrenzenden Landkreis Schleusingen eine preußische Exklave in den Ernestinischen Herzogtümern, durch die jedoch eine preußische Provinzgrenze verlief, da das ehemals kursächsische Gebiet um Schleusingen seit 1815 zur preußischen Provinz Sachsen gehörte.
Auf Grund der liberalen preußischen Gesetzgebung, vor allem der Gewerbefreiheit, kam es im Kreis Schmalkalden zu einem wirtschaftlichen Aufschwung, der nach 1871 nochmals deutlich anzog. Zwar erhielt der Kreis Schmalkalden 1907 den Namen „Landkreis Herrschaft Schmalkalden“, doch verschwand die seit dem 16. Jahrhundert gebräuchliche Bezeichnung „Herrschaft“ aus dem Sprachgebrauch.

### Auflösung der Exklave Schmalkalden
Mit der Auflösung der Provinz Hessen-Nassau durch die NS-Regierung zum 1. Juli 1944 wurde die Stadt mit dem gesamten Landkreis Herrschaft Schmalkalden in den Regierungsbezirk Erfurt der preußischen Provinz Sachsen eingegliedert, der gleichzeitig der Verwaltung des Reichsstatthalters für Thüringen in Weimar unterstellt wurde. 1945 wurde das Gebiet durch die Auflösung des Staates Preußen Teil des Landes Thüringen. Dadurch endete die seit 1360 währende Bindung Schmalkaldens an Hessen endgültig. Stadt und Kreis Schmalkalden gehörten ab 1945 zur sowjetischen Besatzungszone und ab 1949 zur Deutschen Demokratischen Republik. Der Kreis Schmalkalden wurde 1950 aufgelöst und unter seinen Nachbarn aufgeteilt. Die Exklave Barchfeld war schon 1948 dem Landkreis Meiningen zugeschlagen worden. Bei der Verwaltungsreform von 1952 entstand erneut ein „Kreis Schmalkalden“, der aber durch eine Gebietserweiterung nicht mehr seine historischen Grenzen besaß.
Seitdem blieb das Gebiet der ehemaligen Herrschaft Schmalkalden nur im kirchlichen Bereich mit Hessen verbunden, da es kirchlich weiterhin zur Evangelischen Kirche von Kurhessen und Waldeck gehörte. Dies wurde nur durch eine Entscheidung die DDR-Behörden unterbrochen, durch die das Dekanat Schmalkalden auf Grundlage eines Vertrags vom 28. April 1970 in die Evangelisch-Lutherische Kirche in Thüringen eingegliedert wurde. Auf Antrag der Dekanatssynode im Frühjahr 1990 wurde dies 1991 aber wieder rückgängig gemacht.
Ein weiteres Relikt der kurhessischen Vergangenheit sind die oberhessischen Mundarten, die bis heute im Gebiet der ehemaligen Herrschaft Schmalkalden gesprochen werden.

## Zugehörige Ämter und Orte
Ämter
- Amt Schmalkalden
- Amt Brotterode
- Amt Herrenbreitungen
- Amt Hallenberg
- Gericht Barchfeld

Orte
| Ort                                            | Zugehöriges Amt bis 1821                        | Zugehöriger Kanton 1806–1814 |
| ---------------------------------------------- | ----------------------------------------------- | ---------------------------- |
| Altersbach                                     | Schmalkalden, nach 1791 Hallenberg              | Hallenberg                   |
| Asbach                                         | Schmalkalden                                    | Floh                         |
| Atzerode                                       | Schmalkalden                                    | Seligenthal                  |
| Aue                                            | Schmalkalden                                    | Schmalkalden                 |
| Auwallenburg                                   | Schmalkalden                                    | Seligenthal                  |
| Barchfeld (Exklave)                            | Barchfeld                                       | Herrenbreitungen             |
| Bermbach                                       | Hallenberg                                      | Hallenberg                   |
| Breitenbach                                    | Schmalkalden                                    | Schmalkalden                 |
| Brotterode                                     | Brotterode                                      | Brotterode                   |
| Elmenthal                                      | Herrenbreitungen                                | Herrenbreitungen             |
| Fambach                                        | Herrenbreitungen                                | Seligenthal                  |
| Floh                                           | Schmalkalden                                    | Floh                         |
| Grumbach                                       | Schmalkalden                                    | Schmalkalden                 |
| Haindorf                                       | Schmalkalden                                    | Schmalkalden                 |
| Helmershof                                     | Schmalkalden                                    | Floh                         |
| Herges-Hallenberg                              | Hallenberg                                      | Hallenberg                   |
| Herges-Vogtei                                  | Herrenbreitungen                                | Herrenbreitungen             |
| Herrenbreitungen                               | Herrenbreitungen                                | Herrenbreitungen             |
| Heßles                                         | Herrenbreitungen                                | Seligenthal                  |
| Hohleborn                                      | Schmalkalden                                    | Brotterode                   |
| Kleinschmalkalden (hessischer Teil)            | Brotterode                                      | Brotterode                   |
| Laudenbach                                     | Herrenbreitungen                                | Herrenbreitungen             |
| Mittelschmalkalden                             | Schmalkalden                                    | Schmalkalden                 |
| Mittelstille                                   | Schmalkalden                                    | Floh                         |
| Näherstille                                    | Hallenberg/Schmalkalden, nach 1791 Schmalkalden | Floh                         |
| Nesselhof                                      | Schmalkalden                                    | Floh                         |
| Oberschönau                                    | Hallenberg/Schmalkalden, nach 1791 Hallenberg   | Hallenberg                   |
| Reichenbach                                    | Schmalkalden                                    | Seligenthal                  |
| Rotterode                                      | Schmalkalden, nach 1791 Hallenberg              | Hallenberg                   |
| Schmalkalden                                   | Schmalkalden                                    | Schmalkalden                 |
| Schnellbach                                    | Schmalkalden                                    | Floh                         |
| Seligenthal                                    | Schmalkalden                                    | Seligenthal                  |
| Springstille                                   | Hallenberg/Schmalkalden, nach 1791 Hallenberg   | Hallenberg                   |
| Steinbach-Hallenberg (Ober- u. Untersteinbach) | Hallenberg                                      | Hallenberg                   |
| Struth                                         | Schmalkalden                                    | Floh                         |
| Trusen                                         | Herrenbreitungen                                | Herrenbreitungen             |
| Unterschönau                                   | Hallenberg/Schmalkalden, nach 1791 Hallenberg   | Hallenberg                   |
| Volkers                                        | Schmalkalden                                    | Schmalkalden                 |
| Wahles                                         | Herrenbreitungen                                | Herrenbreitungen             |
| Weidebrunn                                     | Schmalkalden                                    | Seligenthal                  |

Höfe und Einzelgüter
| - Bohrmühle, Gewehrfabrik (zu Schmalkalden) - Röthhof (zu Schmalkalden) - Stillerthormeierei (zu Schmalkalden) - Weidebrunner Schmelzhütte (zu Schmalkalden) - Hechel (Amt Hallenberg) | - Dippach (Amt Schmalkalden) - Gräffenneußles (Amt Schmalkalden) - Hedwigshof (Amt Schmalkalden) - Hefftenhof (Amt Schmalkalden) - Kanzlersgrund (Amt Schmalkalden) | - Neuhof (Amt Schmalkalden) - Nußles (Amt Schmalkalden) - Rithof (Amt Schmalkalden) - Rothhof (Amt Schmalkalden) - Wallenburgshof (Amt Schmalkalden) | - Beierode (hess. Anteil) (Amt Herrenbreitungen) - Nüßleshof bei Heßles (Amt Herrenbreitungen) - Winne (Amt Herrenbreitungen) - Wenigenfambach (Amt Herrenbreitungen) - Guckelshof oder Wolfsberg (Amt Herrenbreitungen) |

Burgen und Schlösser
- Schloss Wilhelmsburg (Schmalkalden)
- Schloss Wilhelmsburg (Barchfeld)
- Burg Wallenburg
- Hallenburg
- Burg Brotterode
- Steinsches Schloss (Barchfeld)
- Schloss Herrenbreitungen (ehemaliges Benediktinerkloster)
- Zollburg Todenwarth (hessischer Anteil)

Wüstungen im Amt Schmalkalden
- Burgruine Falkenburg bei Seligenthal
- Ezzelingweneden (Erzschwinde) und Gerdrode (Hühn) bei Auwallenburg
- Helffers
- Kohlhof
- Reinhardsroda
- Roßbach
- Steinbach bei Weidebrunn
- Untergrumbach